# Kajtár Márton-emlékérem
Kajtár Márton-díjat a Kajtár Márton Alapítvány hozta létre 1995-ben.
A Kajtár Márton kémikus, egyetemi tanár emlékére létrehozott alapítvány célkitűzése szerint a kémia iránt elkötelezett, a szakmát magas szinten művelő diákok, doktori iskolások és fiatal kutatók számára erkölcsi és anyagi támogatását nyújt. A díjjal tehetséges pályakezdők, illetve már jelentősebb eredményeket elért fiatal kutatók támogatását és szakmai elismerését kívánja jutalmazni. Továbbá az Alapítvány Kuratóriuma arról is döntött, hogy középiskolai kémiatanárok részére a Kajtár Márton-emléklapot, kiemelkedő munkásságú professzoroknak pedig Kajtár Márton-emlékérmet hozza létre.

## További információ
- Magyar díjak, kitüntetések listája